# Минивэн
Минивэ́н (англ. minivan — «небольшой фургон») — легковой автомобиль с однообъёмным кузовом и бескапотной (реже — вагонной) или полутораобъёмной (полукапотной) компоновкой. Минивэн, как правило, имеет три ряда сидений.